# Chambre de la télédiffusion du Reich
La Chambre de la télédiffusion du Reich, en allemand Reichsrundfunkkammer, est l'une des sept chambres individuelles de la Chambre de la culture du Reich, institution nazie. Elle a pour mission d'utiliser la radio pour promouvoir la Gleichschaltung au sein de la société.

## Histoire
Elle est fondée le 3 juillet 1933. Le président est Horst Dreßler-Andreß (de) et le vice-président, Eugen Hadamovsky, directeur du Deutschlandsender (de).
La Chambre de la télédiffusion du Reich comprend l'industrie et le commerce des postes de radio. La presse radiophonique, les associations d'auditeurs et la Reichs-Rundfunk-Gesellschaft (de) dépendent du ministère de l'Éducation du peuple et de la Propagande du Reich et de Joseph Goebbels, comme la Reichspropagandaleitung der NSDAP.
En 1939, la Chambre de la télédiffusion du Reich est dissoute et ses tâches transférées à la Reichs-Rundfunk-Gesellschaft.